# Dvor
Pour les articles homonymes, voir Dvor (Visoko).
Dvor est un village et une municipalité située dans le comitat de Sisak-Moslavina, en Croatie. Au recensement de 2001, la municipalité comptait 5 742 habitants, dont 60,87 % de Serbes et 33,84 % de Croates ; le village seul comptait 1 313 habitants.

## Localités
La municipalité de Dvor compte 64 localités :
| - Bansko Vrpolje - Buinja - Buinjski Riječani - Čavlovica - Ćore - Divuša - Donja Oraovica - Donja Stupnica - Donji Dobretin - Donji Javoranj - Donji Žirovac - Draškovac - Dvor - Gage - Glavičani - Golubovac Divuski | - Gorička - Gornja Oraovica - Gornja Stupnica - Gornji Dobretin - Gornji Javoranj - Gornji Žirovac - Grabovica - Grmušani - Gvozdansko - Hrtić - Javnica - Javornik - Jovac - Kepčije - Kobiljak - Komora | - Kosna - Kotarani - Kozibrod - Kuljani - Lotine - Ljeskovac - Ljubina - Majdan - Matijevići - Ostojići - Paukovac - Pedalj - Rogulje - Rudeži - Rujevac - Sočanica | - Stanić Polje - Struga Banska - Šakanlije - Šegestin - Švrakarica - Trgovi - Udetin - Unčani - Vanići - Volinja - Zakopa - Zamlača - Zrin - Zrinska Draga - Zrinski Brđani - Zut |